# Марки стали
Марки стали — классификация сталей по их химическому составу и физическим свойствам. В России, США, Европе, Японии и Китае используются различные способы маркировки для аналогичных сталей.

## Виды сталей
Сталь представляет собой сплав железа с углеродом, при этом содержание последнего в ней составляет не более 2,14 %, а железа более 50 %. Углерод придает сплаву твердость, но при его избытке металл становится слишком хрупким.
Одним из важнейших параметров, по которому стали делят на различные классы, является химический состав. Среди сталей по данному критерию выделяют легированные и углеродистые, последние подразделяются на мало- (углерода до 0,25 %), средне- (0,25—0,6 %) и высокоуглеродистые (в них содержится больше 0,6 % углерода).
Сталь подлежит обязательной маркировке.
Для уточнения сведений по конкретной марке стали могут использоваться так называемые марочники. 2-е (2003) и 3-е (2011) издания «Марочника сталей и сплавов» под ред. А. С. Зубченко содержат описание около 600 марок сталей и сплавов черных металлов, 4-е (2014) издание — более 700 марок.
Легированные стали, в отличие от нелегированных, имеют несколько иное обозначение, поскольку в них присутствуют элементы, специально вводимые в определённых количествах для обеспечения требуемых физических или механических свойств. К примеру:
- хром (Cr) повышает твёрдость и прочность
- никель (Ni) обеспечивает коррозионную стойкость и увеличивает прокаливаемость
- кобальт (Co) повышает жаропрочность и увеличивает сопротивление удару
- ниобий (Nb) помогает улучшить кислостойкость и уменьшает коррозию в сварных конструкциях.

### Маркировка элементов сталей
| Наименование маркировки | Название               | Зарядовое число атомного ядра | Обозначение элемента |
| ----------------------- | ---------------------- | ----------------------------- | -------------------- |
| Л                       | Бериллий               | № 4                           | Be                   |
| Р                       | Бор                    | № 5                           | B                    |
| А                       | Азот                   | № 7                           | N                    |
| Ш                       | Магний                 | № 12                          | Mg                   |
| Ю                       | Алюминий               | № 13                          | Al                   |
| С                       | Кремний                | № 14                          | Si                   |
| П                       | Фосфор                 | № 15                          | P                    |
| Т                       | Титан                  | № 22                          | Ti                   |
| Ф                       | Ванадий                | № 23                          | V                    |
| Х                       | Хром                   | № 24                          | Cr                   |
| Г                       | Марганец               | № 25                          | Mn                   |
| К                       | Кобальт                | № 27                          | Co                   |
| Н                       | Никель                 | № 28                          | Ni                   |
| Д                       | Медь                   | № 29                          | Сu                   |
| Гл                      | Галлий                 | № 31                          | Ga                   |
| Е                       | Селен                  | № 34                          | Se                   |
| Ц                       | Цирконий               | № 40                          | Zr                   |
| Б                       | Ниобий                 | № 41                          | Nb                   |
| М                       | Молибден               | № 42                          | Mo                   |
| Кд                      | Кадмий                 | № 48                          | Cd                   |
| В                       | Вольфрам               | № 74                          | W                    |
| и                       | Иридий                 | № 77                          | Ir                   |
| АС                      | Свинец                 | № 82                          | Pb                   |
| Ви                      | Висмут                 | № 83                          | Bi                   |
| Ч                       | Редкоземельные металлы | -                             |                      |

## Маркировка сталей в России
Расшифровка марок сталей требует знать, какими буквами принято обозначать те или иные химические элементы, входящие в состав марки или сплава.
Если в самом конце марки стоит буква А, то таким образом обозначается высококачественная сталь, содержание фосфора и серы в которой сведено к минимуму (S<0,03 % и P<0,03 %), и соблюдены все условия высококачественного металлургического производства. Две буквы А в самом конце (АА) говорят о том, что данная марка стали особо чистая, то есть серы и фосфора в ней практически нет.
Стали обычного качества обозначаются буквами «Ст» и цифрами от 0 до 6, которые обозначают номер марки в зависимости от её химического состава и механических свойств.
Буквенные обозначения «кп», «пс», «сп» применяются для указания степени раскисления стали:
- «кп» — кипящая;
- «пс» — полуспокойная;
- «сп» — спокойная.

Нестандартные стали обозначают по-разному. Так, опытные марки, выплавленные на заводе «Электросталь», обозначаются буквой И (исследовательские) и П (поисковые) и порядковым номером, например, ЭИ179, ЭИ276, ЭП398 и т. д. Опытные марки, выплавленные на металлургическом заводе «Днепроспецсталь», обозначают ДИ 80, где Д — завод-изготовитель, И — исследовательская, 80 — порядковый номер, присвоенный марке стали.
Углеродистые качественные конструкционные стали маркируются буквами, которые означают их применение:
- «А» — автоматные стали;
- «Р» — быстрорежущие;
- «Ш» — шарикоподшипные;
- «Э» — электротехнические.

### Пример расшифровки марки
12X18H10T — это популярная сталь (коррозионно-стойкая, жаростойкая аустенитного класса), которая применяется в сварных аппаратах и сосудах, работающих в разбавленных растворах кислот, в растворах щелочей и солей, а также в деталях, работающих под давлением при температуре от −196 °C до +600 °C.
Две цифры, стоящие в самом начале марки легированной стали, — это среднее содержание углерода в сотых долях процента. В данном примере содержание углерода составляет 0,12 %. Если вместо двух цифр стоит одна, то она показывает, сколько углерода (C) содержится в десятых долях процента. Если же цифр в начале марки стали совсем нет, то углерода в ней от 1 % и выше.
Буква Х и следующее за ней число 18 говорят, что в данной марке содержится 18 % хрома. Соотношение элемента в долях процента выражает только первое число, стоящее в начале марки, и это относится только к углероду. Все остальные числа в названии марки выражают количество конкретных элементов в процентах.
Далее следует комбинация Н10, это 10 % никеля.
В самом конце стоит буква Т без каких-либо цифр. Это значит, что содержание элемента мало, как правило, около 1 % (иногда — до 1,5 %). В данной марке легированной стали количество титана не превышает 0,8 %.
Итак, марка стали 12Х18Н10Т (конструкционная криогенная, аустенитного класса) содержит следующие сведения: 0,12 % углерода, 18 % хрома (Х), 10 % никеля (Н) и небольшое содержание титана (Т), не превышающее 0,8 %.

## Маркировка сталей в Европе
В европейской системе обозначений возможно как буквенное так и цифровое обозначение марок стали. В стандарте EN 10027, состоящем из двух частей, описывается порядок наименований сталей и присвоения им буквенно-цифровых обозначений (часть 1), а также правила присвоения сталям порядковых номеров (часть 2). Одна и та же марка стали может иметь как буквенно-цифровое обозначение, так и порядковый номер. Например, сталь 18CrNiMo7-6 имеет также порядковый номер 1.6587. Все страны ЕС используют маркировку сталей по стандарту EN 10027. В некоторых случаях производители металлопродукции дополнительно указывают и национальную маркировку.

### Буквенно-цифровая маркировка (EN 10027-1)
Согласно стандарту EN 10027 (часть 1), стали делятся на две группы и получают классификацию согласно этим группам:
- по их назначению, механическим или физическим свойствами;
- по химическому составу.

#### Маркировка стали по назначению
Наименование сталей состоит из одной или более букв, связанных с назначением стали:
- S — конструкционные стали;
- P — стали для котлов и сосудов высокого давления;
- L — стали для трубопроводов;
- E — стали для машиностроения;
- B — арматурные стали;
- Y — стали для предварительно-напряженных конструкций;
- R — рельсовые стали;
- H или HT — холоднокатаный листовой прокат из высокопрочных сталей для холодной штамповки;
- D — листовой прокат для холодной штамповки;
- T — упаковочные листы и ленты;
- M — электротехнические стали.

За буквами следуют числа, определяющие её свойства. Чаще всего это предел текучести в МПа. За цифрами могут следовать дополнительные символы, определяющие состояние поставки стали и её назначение, например:
- Q — термообработанная;
- N — нормализованная;
- Q — после закалки и отпуска;
- D — для нанесения покрытий в горячем состоянии;
- Y — с малым содержанием элементов внедрения (C и N);
- Cr — легированная хромом.

Пример расшифровки марки стали по назначению
Марка стали S355J2+N (1.0577) расшифровывается следующим образом:
- S — конструкционная сталь;
- 355 — минимальный предел текучести 355 МПа;
- J2 — работа до разрушения при ударе (Kv) 20—27 Дж;
- N — нормализованная.

#### Маркировка стали по химическому составу
Маркировка по химическому составу разделена на четыре группы в зависимости от назначения и содержания легирующих элементов. Обозначение может начинаться или с буквы или с цифры:
- С — нелегированные высококачественные стали со средним содержанием марганца < 1 % (кроме автоматных);
- цифра — низколегированные высококачественные стали с содержанием марганца > 1 %, низколегированные автоматные стали, легированные стали (кроме быстрорежущих) с содержанием каждого легирующего элемента до 5 %. Значение цифры указывает на содержания углерода в процентах, умноженное на 100;
- Х — легированные стали (кроме быстрорежущих) со средним содержанием по меньшей мере одного легирующего элемента более 5 %;
- HS — быстрорежущие стали.

За исключением быстрорежущих сталей, первое число в маркировке обозначает среднее содержание углерода в массовых процентах, умноженное на 100. Нелегированные стали после указания среднего содержания углерода могут иметь буквенное обозначение, определяющее их специфические свойства, например:
- E — заданное максимальное содержание серы (умноженное на 100);
- U — инструментальная;
- S — для пружин.

Марганцовистые (>1 % Mn) и низколегированные конструкционных стали с содержанием каждого легирующего элемента до 5 % (кроме быстрорежущих) после указания содержание углерода в маркировке имеют последовательность букв — символы химических элементов, выстроенные по убыванию содержания элементов. За ними указывают числа в аналогичной последовательности через тире, соответствующие среднему содержанию элемента, умноженному на следующие коэффициенты:
| Коэффициент умножения | Элементы                              |
| --------------------- | ------------------------------------- |
| 4                     | Cr, Co, Mn, Ni, Si, W                 |
| 10                    | Al, Be, Cu, Mo, Nb, Pb, Ta, Ti, V, Zr |
| 100                   | Ce, N, P, S                           |
| 1000                  | B                                     |

Легированные стали (кроме быстрорежущих), после обозначения буквой «Х» и содержания углерода в процентах, умноженное на 100, содержат в начале маркировки символы химических элементов, выстроенные по убыванию содержания элементов. Последующие числа указывают содержание элементов в процентах через тире. Быстрорежущие стали с буквой «HS» в начале обозначения маркируются цифрами (без указания содержания углерода), отделенные тире, показывающие содержания легирующих элементов в процентах в следующем порядке: вольфрам, молибден, ванадий и кобальт.
Примеры расшифровки марок стали по химическому составу
Марка стали C35E (1.1181) расшифровывается следующим образом:
- C — нелегированная высококачественная сталь со средним содержанием марганца < 1 %;
- 35 — среднее содержание углерода 0,35 %;
- Е — заданное максимальное содержание серы.

Марка стали 13CrMo4-5 (1.7335) расшифровывается как низколегированная сталь со средним содержанием углерода 0,13 %, хрома — 1 %, молибдена — 0,5 % и с содержанием марганца более 1 %.
X5CrNi18-10 (1.4301) — легированная нержавеющая сталь с содержанием углерода 0,05 %, 18 % хрома и 10 % никеля.
Быстрорежущая сталь HS6-5-1-5 (1.3343) содержит 6 % вольфрама, 5 % молибдена, 1 % ванадия и 5 % кобальта.

### Маркировка по порядковому номеру (EN 10027-2)
Правило присвоения порядковых номеров определяется стандартом EN 10027 (часть 2). Порядковый номер стали представляется в виде 1.XXXX, где «1.» определяет, что данный материал относится к сталям. Следующие две цифры определяют номер группы сталей, а две последние — порядковый номер стали в группе. По номеру группы можно однозначно определить к какому типу относится та или иная сталь:
| Наименование         | Группа сталей                                         | Порядковые номера |
| -------------------- | ----------------------------------------------------- | ----------------- |
| Нелегированные стали | Стали обыкновенного качества                          | 1.00ХХ            |
| Нелегированные стали | Качественные стали                                    | 1.01ХХ — 1.09ХХ   |
| Нелегированные стали | Высококачественные стали                              | 1.10ХХ — 1.13ХХ   |
| Нелегированные стали | Инструментальные нелегированные стали                 | 1.15ХХ — 1.18ХХ   |
| Легированные стали   | Инструментальные легированные стали                   | 1.20ХХ — 1.28ХХ   |
| Легированные стали   | Быстрорежущие стали                                   | 1.32ХХ — 1.33ХХ   |
| Легированные стали   | Износостойкие стали                                   | 1.34ХХ            |
| Легированные стали   | Подшипниковые стали                                   | 1.35ХХ            |
| Легированные стали   | Материалы со специальными свойствами                  | 1.36ХХ — 1.39ХХ   |
| Легированные стали   | Нержавеющие стали                                     | 1.40ХХ — 1.45ХХ   |
| Легированные стали   | Жаропрочные и жаростойкие стали                       | 1.46ХХ — 1.49ХХ   |
| Легированные стали   | Высококачественные легированные конструкционные стали | 1.50ХХ — 1.85ХХ   |
| Легированные стали   | Свариваемые высококачественные стали                  | 1.87ХХ — 1.89ХХ   |

## Маркировка сталей в Японии
Маркировка сталей в Японии регулируется национальными стандартами (JIS) и промышленными спецификациями. Японская система обозначений сочетает буквы и цифры, указывающие на тип стали, её свойства и химический состав.

### Нормативные документы
Основные стандарты:
- JIS G 3101 — Прокат из углеродистой стали общего назначения
- JIS G 3106 — Свариваемые стали для строительных конструкций
- JIS G 4051 — Конструкционные углеродистые стали
- JIS G 4303 — Нержавеющие стали

### Система обозначений

#### 1. Конструкционные стали
Формат: S + предел прочности + дополнительные символы
| JIS   | Предел прочности, МПа | Аналог ASTM | Аналог ГОСТ |
| ----- | --------------------- | ----------- | ----------- |
| SS330 | 330                   | A283 Gr.C   | Ст3кп       |
| SS400 | 400                   | A36         | Ст3сп       |
| SS540 | 540                   | A572 Gr.50  | 09Г2С       |

#### 2. Углеродистые и легированные стали
| JIS     | Состав             | Аналог AISI | Применение         |
| ------- | ------------------ | ----------- | ------------------ |
| S25C    | 0.25 % C           | 1025        | Общего назначения  |
| SCM420  | 0.20 % C, Cr-Mo    | 4120        | Цементуемые детали |
| SNCM439 | 0.39 % C, Ni-Cr-Mo | 4340        | Ответственные узлы |

#### 3. Нержавеющие стали
| JIS    | EN (DIN) | AISI | Характеристики     |
| ------ | -------- | ---- | ------------------ |
| SUS304 | 1.4301   | 304  | Аустенитная        |
| SUS430 | 1.4016   | 430  | Ферритная          |
| SUS316 | 1.4401   | 316  | Молибденсодержащая |

### Особенности маркировки
- Префиксы:

```
 * 
S
 – Сталь (
Steel
)
 * 
SUP
 – Пружинные стали
 * 
SUS
 – Нержавеющие стали (
Steel Use Stainless
)
```

- В легированных сталях буквы обозначают элементы:

```
 * 
C
 – Углерод
 * 
Mn
 – Марганец
 * 
Cr
 – Хром
 * 
Mo
 – Молибден
```

### Сравнительные таблицы
| JIS    | Китай (GB) | Германия (DIN) | Россия (ГОСТ) |
| ------ | ---------- | -------------- | ------------- |
| SS400  | Q235       | St37-2         | Ст3сп         |
| S45C   | 45         | C45            | 45            |
| SUS304 | 0Cr18Ni9   | 1.4301         | 08Х18Н10      |

## Маркировка сталей в Китае
Маркировка сталей в Китае регламентируется национальными стандартами (GB, Guobiao) и отличается от систем обозначений, принятых в других странах. Китайская система сочетает буквенные и цифровые обозначения, отражающие химический состав, механические свойства и назначение стали.

### Нормативные документы
Основные стандарты маркировки:
- GB/T 221—2008 — общие правила обозначения чёрных металлов[1]
- GB/T 700—2006 — углеродистые стали обыкновенного качества
- GB/T 3077-2015 — легированные конструкционные стали[2]
- GB/T 1220—2007 — нержавеющие стали

### Система обозначений

#### 1. Углеродистые стали обыкновенного качества (GB/T 700)
Формат: Q + предел текучести + дополнительные символы
| Китай (GB) | Предел текучести, МПа | Категория         | Аналог ГОСТ | Аналог EN |
| ---------- | --------------------- | ----------------- | ----------- | --------- |
| Q195       | 195                   | A (без испытаний) | Ст0         | S185      |
| Q235       | 235                   | B (нормальные)    | Ст3кп       | S235JR    |
| Q355       | 355                   | D (-20 °C)        | 09Г2С       | S355J2    |

Дополнительные обозначения:
- A, B, C, D — категории качества
- F — кипящая, Z — спокойная, TZ — особо спокойная

#### 2. Конструкционные стали (GB/T 699, GB/T 3077)
| Китай (GB) | Химический состав        | Аналог AISI/SAE | Применение           |
| ---------- | ------------------------ | --------------- | -------------------- |
| 45         | 0.45 % C                 | 1045            | Валы, шестерни       |
| 20CrMnTi   | 0.20 % C, 1 % Cr, Mn, Ti | 4820            | Автомобильные детали |
| 40CrNiMoA  | 0.40 % C, Cr, Ni, Mo     | 4340            | Ответственные узлы   |

#### 3. Нержавеющие стали (GB/T 1220)
| Китай (GB)   | EN (DIN) | AISI | Характеристики      |
| ------------ | -------- | ---- | ------------------- |
| 0Cr18Ni9     | 1.4301   | 304  | Базовая аустенитная |
| 1Cr17Mn6Ni5N | 1.4372   | 201  | Эконом-аустенитная  |
| 0Cr17Ni12Mo2 | 1.4401   | 316  | Молибденсодержащая  |

### Особенности маркировки
- Цифры после букв Cr, Ni, Mo указывают примерное содержание в целых процентах (если <1.5 % — цифра не ставится)
- Суффикс A означает повышенное качество (пониженное содержание серы/фосфора)

### Сравнительные таблицы
| Китай (GB) | Россия (ГОСТ) | Евросоюз (EN) | США (ASTM) |
| ---------- | ------------- | ------------- | ---------- |
| Q235       | Ст3кп         | S235JR        | A283 Gr.C  |
| 45         | 45            | C45           | 1045       |
| 20CrMnTi   | 20ХГТ         | 20MnCr5       | 4820       |